# Larnaca (district)
Het district Larnaca (Grieks: Επαρχία Λάρνακας) is een van de zes districten van Cyprus. De hoofdstad is Larnaca, waar zich ook de belangrijkste internationale luchthaven bevindt. Een klein deel van het grondgebied van het district valt sinds 1974 onder de alleen door Turkije erkende Turkse Republiek van Noord-Cyprus.

## Gemeenten
Volgens de Statistische Dienst van Cyprus bestaat district Larnaca uit 53 gemeenten en 6 steden. De steden zijn vetgedrukt. Gemeenten die, al dan niet gedeeltelijk, in Noord-Cyprus liggen zijn cursief weergegeven.
- Agia Anna
- Agii Vavatsinias
- Agios Theodoros
- Alaminos
- Alethriko
- Anafotia
- Anglisides
- Aplanta
- Aradippou
- Arsos
- Athienou
- Avdellero
- Choirokoitia
- Delikipos
- Dromolaxia–Meneou
- Goşşi
- Kalavasos
- Kalo Chorio
- Kato Drys
- Kato Lefkara
- Kellia
- Kiti
- Kivisili
- Klavdia
- Kofinou
- Kornos
- Lagia
- Larnaca
- Livadia
- Mari
- Maroni
- Mazotos
- Melini
- Melousia
- Menogia
- Mosfiloti
- Odou
- Ora
- Ormidia
- Oroklini
- Pano Lefkara
- Pergamos
- Pervolia
- Petrofani
- Psematismenos
- Psevdas
- Pyla
- Pyrga
- Skarinou
- Softades
- Tersefanou
- Tochni
- Tremetousia
- Troulli
- Vavatsinia
- Vavla
- Xylofagou
- Xylotymbou
- Zygi

Famagusta · Kyrenia · Larnaca · Limasol · Nicosia · Paphos